# Baldutl
Baldutl (en rus: Балдутль) és un poble del Daguestan, a Rússia, que en el cens del 2010 tenia 12 habitants. Pertany al districte rural de Gunib.